# Chlotrudis Award du meilleur acteur dans un second rôle
Le Chlotrudis Award du meilleur acteur dans un second rôle (Chlotrudis Award for Best Supporting Actor) est une récompense cinématographique américaine décernée depuis 1995 par la Chlotrudis Society for Independent Film lors de la cérémonie annuelle récompensant les meilleurs films indépendants internationaux.

## Palmarès

### Années 1990
- 1995 : Gary Sinise pour le rôle du lieutenant Dan Taylor dans Forrest Gump
  - Terence Stamp pour le rôle de Bernadette dans Priscilla, folle du désert (The Adventures of Priscilla, Queen of the Desert)
  - John Turturro pour le rôle de Herb Stempel dans Quiz Show
  - Bruce Willis pour le rôle de Butch Coolidge dans Pulp Fiction et pour le rôle de Carl Roebuck dans Un homme presque parfait (Nobody's Fool)
- 1996 : Kevin Spacey pour le rôle de Roger 'Verbal' Kint dans Usual Suspects (Usual Suspects)
  - James Cromwell pour le rôle d'Arthur Hoggett dans Babe, le cochon devenu berger (Babe)
  - Don McKellar pour le rôle de Thomas Pinto dans Exotica et pour le rôle de Timothy dans When Night Is Falling
  - Joaquin Phoenix pour le rôle de Jimmy Emmett dans Prête à tout (To Die For)
  - Alan Rickman pour le rôle du colonel Christopher Brandon dans Raison et Sentiments (Sense and Sensibility)
  - Patrick Stewart pour le rôle de Sterling dans Jeffrey
- 1997 : Leonardo DiCaprio pour le rôle de Hank dans Simples Secrets (Marvin's Room)
  - Naveen Andrews pour le rôle de Kip dans Le Patient anglais (The English Patient)
  - Lucas Black pour le rôle de Frank Wheatley dans Sling Blade
  - Kevin Corrigan pour le rôle de Bill dans Walking and Talking
  - Martin Donovan pour le rôle de Ralph Touchett dans Portrait de femme (The Portrait of a Lady)
  - Jeremy Northam pour le rôle de Mr. George Knightley dans Emma, l'entremetteuse (Emma)
  - John Ritter pour le rôle de Vaughan Cunningham dans Sling Blade
  - John Turturro pour le rôle de Joel Milner dans Grace of My Heart

- 1998 : Kevin Spacey pour le rôle de Jack Vincennes dans L.A. Confidential
  - Mark Addy pour le rôle de Dave dans The Full Monty - Le Grand Jeu (The Full Monty)
  - Sam Bould pour le rôle d'Oliver Wyatt dans Une vie normale (Hollow Reed)
  - Rupert Everett pour le rôle de George Downes dans Le Mariage de mon meilleur ami (My Best Friend's Wedding)
  - Liev Schreiber pour le rôle de Carl Petrovic dans En route vers Manhattan (The Daytrippers)
  - Antony Sher pour le rôle du Premier ministre Benjamin Disraeli dans La Dame de Windsor (Mrs. Brown) et pour le rôle de Jack dans La Rage de vivre (Indian Summer)

- 1999 : Billy Bob Thornton pour le rôle de Jacob Mitchell dans Un plan simple (A Simple Plan)
  - Brendan Fraser pour le rôle de Clayton Boone dans Ni dieux ni démons (Gods and Monsters)
  - Philip Seymour Hoffman pour le rôle d'Allen dans Happiness et pour le rôle de Sean dans Et plus si affinités (Next Stop Wonderland)
  - David Kelly pour le rôle de Michael O'Sullivan dans Vieilles Canailles (Waking Ned)
  - Geoffrey Rush pour le rôle de Francis Walsingham dans Elizabeth et pour le rôle de Philip Henslowe dans Shakespeare in Love
  - Troy Veinotte pour le rôle de Sweet William (adolescent) dans The Hanging Garden

### Années 2000
- 2000 : Philip Seymour Hoffman pour le rôle de Phil Parma dans Magnolia et pour le rôle de Freddie Miles dans Le Talentueux Mr Ripley (The Talented Mr. Ripley)
  - Wes Bentley pour le rôle de Ricky Fitts dans American Beauty
  - Tom Hollander pour le rôle de Darren dans Des chambres et des couloirs (Bedrooms and Hallways)
  - John Malkovich pour le rôle de John Horatio Malkovich dans Dans la peau de John Malkovich (Being John Malkovich)
  - Jonny Lee Miller pour le rôle d'Edmund Bertram dans Mansfield Park
  - Bill Murray pour le rôle de Herman Blume dans Rushmore et pour le rôle de Tommy Crickshaw dans Broadway, 39e rue (Cradle Will Rock)
  - Haley Joel Osment pour le rôle de Cole Sear dans Sixième Sens (The Sixth Sense)
  - Liev Schreiber pour le rôle de Marty Kantrowitz dans Le Choix d'une vie (A Walk On The Moon)
- 2001 : Benicio del Toro pour le rôle de Javier Rodriguez dans Traffic
  - Chang Chen pour le rôle de Lo dans Tigre et Dragon (臥虎藏龍)
  - Albert Finney pour le rôle d'Edward L. Masry dans Erin Brockovich, seule contre tous (Erin Brockovich)
  - Harry Lennix pour le rôle d'Aaron dans Titus
  - Joaquin Phoenix pour le rôle de l'abbé de Coulmier dans Quills, la plume et le sang (Quills)
  - Peter Stormare pour le rôle de Jeff dans Dancer in the Dark
  - Marlon Wayans pour le rôle de Tyrone Love dans Requiem for a Dream
- 2002 : Steve Buscemi pour le rôle de Seymour dans Ghost World
  - Jim Broadbent pour le rôle de Harold Zidler dans Moulin Rouge (Moulin Rouge!)
  - Brian Cox pour le rôle de Big John Harrigan dans L.I.E.
  - Willem Dafoe pour le rôle de Max Schreck dans L'Ombre du vampire (Shadow of the Vampire)
  - Jaroslav Dusek pour le rôle de Horst Prohaska dans Musíme si pomáhat
  - Billy Kay pour le rôle de Gary Terrio dans L.I.E.
  - Ben Kingsley pour le rôle de Don Logan dans Sexy Beast
  - Timothy Spall pour le rôle d'Andy dans Intimité (Intimacy)
- 2003 : Alan Arkin pour le rôle de Gene dans Thirteen Conversations About One Thing
  - Chris Cooper pour le rôle de John Laroche dans Adaptation.
  - Glenn Fitzgerald pour le rôle d'Earl Coates dans Tully
  - James Franco pour le rôle de Julio Zapata dans Père et flic (City by the Sea)
  - Sean Harris pour le rôle d'Ian Curtis dans 24 Hour Party People
  - Dennis Haysbert pour le rôle de Raymond Deagan dans Loin du paradis (Far from Heaven)
  - John C. Reilly pour le rôle de Phil Last dans The Good Girl
- 2004 :  (ex æquo)
  - Bobby Cannavale pour le rôle de Joe Oramas dans The Station Agent
  - Jack Kehler pour le rôle de Denny dans Love Liza
    - Artyom Bogucharsky pour le rôle de Volodya dans Lilya 4-ever
    - Ossie Davis pour le rôle de Jack dans Bubba Ho-tep
    - Seth Green pour le rôle de James St. James dans Party Monster
    - Mark Ruffalo pour le rôle de Lee dans Ma vie sans moi (My Life Without Me)
    - Peter Sarsgaard pour le rôle de Chuck Lane dans Le Mystificateur (Shattered Glass)
- 2005 : Peter Sarsgaard pour le rôle de Clyde Martin dans Dr Kinsey (Kinsey)
  - Phil Davis pour le rôle de Stan dans Vera Drake
  - Alfred Molina pour le rôle d'Alfred dans Coffee and Cigarettes
  - Mark Wahlberg pour le rôle de Tommy Corn dans J'♥ Huckabees (I ♥ Huckabees)
  - Anthony Wong pour le rôle du commissaire Wong Chi-shing dans Infernal Affairs (無間道)
- 2006 : Jeff Daniels pour le rôle de Bernard Berkman dans Les Berkman se séparent (The Squid and the Whale)
  - Paddy Considine pour le rôle de Phil dans My Summer of Love
  - Jesse Eisenberg pour le rôle de Walt Berkman dans Les Berkman se séparent (The Squid and the Whale)
  - Brandon Ratcliff pour le rôle de Robby Swersey dans Moi, toi et tous les autres (Me and You and Everyone We Know)
  - Jeffrey Wright pour le rôle de Winston dans Broken Flowers
- 2007 : Jackie Earle Haley pour le rôle de Ronnie J. McGorvey dans Little Children
  - Enrique Arreola pour le rôle d'Ulises dans Temporada de patos
  - Robert Downey Jr. pour le rôle de James Barris dans A Scanner Darkly
  - Richard Griffiths pour le rôle de Hector dans The History Boys
  - Danny Huston pour le rôle d'Arthur Burns dans The Proposition
  - Nick Nolte pour le rôle d'Albrecht Hauser dans Clean
- 2008 : Paul Dano pour le rôle de Paul Sunday / Eli Sunday dans There Will Be Blood
  - Mircea Andreescu pour le rôle d'Emanoil Piscoci dans 12 h 08 à l'est de Bucarest (A fost sau n-a fost?)
  - Javier Bardem pour le rôle d'Anton Chigurh dans No Country for Old Men
  - Kene Holliday pour le rôle de Clarence dans Great World of Sound
  - J. K. Simmons pour le rôle de Mac MacGuff dans Juno
  - Steve Zahn pour le rôle de Duane W. Martin dans Rescue Dawn
- 2009 : Eddie Marsan pour le rôle de Scott dans Be Happy (Happy-Go-Lucky)
  - Ricardo Darín pour le rôle de Kraken dans XXY
  - Tom Noonan pour le rôle de Sammy Barnathan dans Synecdoche, New York
  - Julian Richings pour le rôle du Dr Heker dans The Tracey Fragments
  - Michael Shannon pour le rôle de John Givings dans Les Noces rebelles (Revolutionary Road)

### Années 2010
- 2010 : Peter Capaldi pour le rôle de Malcolm Tucker dans In the Loop
  - Anthony Mackie pour le rôle du sergent J.T. Sanborn dans Démineurs (The Hurt Locker)
  - Christian McKay pour le rôle d'Odd Horten dans Me and Orson Welles
  - Mads Mikkelsen pour le rôle de Citron / Jørgen Haagen Schmith dans Les Soldats de l'ombre (Flammen & Citronen)
  - Alfred Molina pour le rôle de Jack Mellor dans Une éducation (An Education)
- 2011 : Geoffrey Rush pour le rôle du Dr Lionel Logue dans Le Discours d'un roi (The King's Speech)
  - Michael Fassbender pour le rôle de Connor dans Fish Tank
  - John Hawkes pour le rôle de Teardrop dans Winter's Bone
  - John Ortiz pour le rôle de Clyde dans Rendez-vous l'été prochain (Jack Goes Boating)
  - Miles Teller pour le rôle de Jason dans Rabbit Hole
- 2012 : Christopher Plummer pour le rôle de Hal Fields dans Beginners
  - Javier Bardem pour le rôle de Monet dans Le Havre
  - Tom Cullen pour le rôle de Patrick dans Martha Marcy May Marlene
  - Shahab Hosseini pour le rôle de Hodjat dans Une séparation (Weekend)
  - John C. Reilly pour le rôle de Mr. Fitzgerald dans Terri
- 2013 : Ezra Miller pour le rôle de Patrick dans Le Monde de Charlie (The Perks of Being a Wallflower)
  - Dwight Henry pour le rôle de Wink Doucet dans Les Bêtes du sud sauvage (Beasts of the Southern Wild)
  - Isaac Leyva pour le rôle de Marco DeLeon dans Any Day Now
  - Matthew McConaughey pour le rôle de Danny "Buck" Davidson dans Bernie
  - Philip Seymour Hoffman pour le rôle de Lancaster Dodd dans The Master